# Cimarron
Cimarron (izvirno angleško Cimarron River) je ime dveh reka v ZDA, ki obe izvira na severovzhodu Nove Mehike. Obe reki sta posredna pritoka reke Misisipi.
Daljša od rek je dolga okoli 1.123 km. Izvira v Johson Mesi, zahodno od Folsoma (severovzhodna Nova Mehika). Nato teče skozi Oklahomo, Kolorado in Kansas, nakar se pri Tulsi izlije v reko Arkansas.
Druga, krajša reka, je bila prvotno poimenova kot Le Flecha. Dolga je 97 km in teče od Eagle Nesta do mesta Springer, kjer se izlije v Canadian River.